# Institut français de Mauritanie
L’Institut français de Mauritanie, anciennement "Centre Culturel Français Antoine de Saint-Exupéry" fait partie du réseau de l'Institut français, des établissements culturels sous tutelle de la Direction Générale de la Mondialisation, du Développement et des Partenariats du Ministère français des Affaires étrangères. Il est placé sous l’autorité de l’Ambassade de France en Mauritanie.
L’Institut français de Mauritanie, lieu de rencontres, d’échanges et de manifestations culturelles, propose tout au long de l’année une programmation riche et variée : concerts, spectacles, expositions et rencontres et la programmation cinématographique.
Sa salle de cinéma, une des rares de Mauritanie dans les années 1970, reste en 2014 la seule de Nouakchott et du pays.